# Бобров (вулкан)
Бобров — вулкан, расположенный на одноимённом необитаемом острове, относящемся к Алеутским островам на Аляске, США.
Бобров — стратовулкан, высотой 738 метров. Подводная часть вулкана уходит на глубину более 2000 метров. Находится на небольшом острове 3×4 километра, который входит в группу Андреяновских островов в 50 километрах к западу от острова Адак и 15 километрах к западу от острова Канага. Остров покрыт пирокластическими потоками состоящими из андезитов. Восточная часть склона вулкана обрывистая и под водой создаёт оползни. 2 мая 2008 года в районе вулкана произошло землетрясение магнитудой 6,2.